# John Vorster Tower
Der John Vorster Tower (früher: Telkom Lukasrand Tower) ist ein 198 Meter hoher Fernsehturm im südafrikanischen Pretoria und gleichzeitig höchstes Bauwerk der Stadt. Er ist nach dem ehemaligen Staatspräsidenten der Republik Südafrika, Balthazar Johannes Vorster, benannt.

## Beschreibung

### Architektur
Der Turmschaft des John Vorster Tower besteht aus drei über mehrfache Streben verbundenen Betonsäulen mit eckigem Grundriss. Eine dieser Säulen endet mit dem oberen hexagonalen Turmkorb, die zweite reicht bis zum mittleren und die dritte bis zum unteren Betriebsgeschoss. Die mittlere Säule mit sechseckigem Grundschnitt verläuft durchgehend vom Erdgeschoss bis zum obersten Baukörper. Oberhalb des obersten Betriebsgeschosses schließt eine Stahlantenne das Bauwerk ab. Der Turm ist für den Publikumsverkehr nicht zugänglich und war ursprünglich 177 Meter hoch.
Wegen der Verwendung von Sichtbeton und seiner klaren geometrischen Formensprache wird das Bauwerk dem Brutalismus zugerechnet.

### Fußballskulptur
Zur Fußball-Weltmeisterschaft 2010 wurde im September 2009 unterhalb des Turmkorbs eine überdimensionale Fußballattrappe angebracht. Diese galt mit 24 Meter Durchmesser und einem Gewicht von 50 Tonnen nach dem Guinness-Buch der Rekorde als weltweit größte Fußballskulptur.